# Salcitani
Les Salcitani sont un ancien peuple antique de Sardaigne.

## Histoire
Décrits par Ptolémée (III, 3), les Salcitani habitaient au Sud des Carenses et des Cunusitani aussitôt au Nord des  Æsaronenses.